# Llista de monuments del districte de Montpeller
Llista de monuments del districte de Montpeller (Erau) registrats com a monuments històrics, bé catalogats d'interès nacional (classé) o bé inventariats d'interès regional (inscrit).
| Monument | Prot. | Època                               | Localització                                                                                     | Coordenades                                           | Codi?      | Imatge |
| --- | ----- | ----------------------------------- | ------------------------------------------------------------------------------------------------ | ----------------------------------------------------- | ---------- | --- |
| Església parroquial Saint-Martial                                                                                           | Cat.  | Segles XII-XIII                     | Assats                                                                                           | 43° 42′ 05″ N, 3° 53′ 53″ E / 43.7014°N,3.898129°E    | PA00103361 | Església parroquial Saint-Martial · Vegeu més fotos d'aquest monument · Carregueu una nova foto d'aquest monument                                                                                           |
| Antic palau | Inv.  | Segle XVIII                         | Assats                                                                                           | 43° 42′ 12″ N, 3° 54′ 00″ E / 43.7032°N,3.9°E         | PA00103360 | Antic palau · Vegeu més fotos d'aquest monument · Carregueu una nova foto d'aquest monument |
| Església | Inv.  | Segles XII-XIV                      | Balhargues                                                                                       | 43° 39′ 39″ N, 4° 00′ 49″ E / 43.660836°N,4.013663°E  | PA00103366 | Església · Vegeu més fotos d'aquest monument · Carregueu una nova foto d'aquest monument |
| Antiga església Saint-Antoine de la Cadoule                                                                                 | Inv.  | Segle XII                           | Balhargues                                                                                       | 43° 39′ 15″ N, 3° 59′ 14″ E / 43.654102°N,3.987179°E  | PA00103365 | Carregueu una nova foto d'aquest monument |
| Aqüeducte antic de Balaruc                                                                                                  | Inv.  | Antiguitat                          | Balaruc Vièlh i Los Banhs de Balaruc                                                             | 43° 27′ 24″ N, 3° 41′ 18″ E / 43.4566°N,3.6882°E      | PA34000070 | Carregueu una nova foto d'aquest monument |
| Antiga església Notre-Dame-d'Aix                                                                                            | Inv.  | Segle XII                           | Los Banhs de Balaruc                                                                             | 43° 26′ 27″ N, 3° 40′ 54″ E / 43.440936°N,3.681646°E  | PA00103765 | Antiga església Notre-Dame-d'Aix · Vegeu més fotos d'aquest monument · Carregueu una nova foto d'aquest monument                                                                                            |
| Vestigis de la basílica romana                                                                                              | Inv.  | Antiguitat                          | Los Banhs de Balaruc                                                                             | 43° 26′ 26″ N, 3° 40′ 42″ E / 43.440554°N,3.678462°E  | PA00103367 | Vestigis de la basílica romana · Vegeu més fotos d'aquest monument · Carregueu una nova foto d'aquest monument                                                                                              |
| Capella Notre-Dame de la Pitié, exclòs l'edifici modern                                                                     | Cat.  | Segle XII                           | Bèuluòc                                                                                          | 43° 43′ 47″ N, 4° 01′ 44″ E / 43.7297°N,4.0288°E      | PA00103369 | Capella Notre-Dame de la Pitié, exclòs l'edifici modern · Vegeu més fotos d'aquest monument · Carregueu una nova foto d'aquest monument                                                                     |
| Pont romà | Inv.  | Segle xix                           | Boisseron RN 101                                                                                 | 43° 45′ 42″ N, 4° 04′ 52″ E / 43.761703°N,4.081249°E  | PA34000054 | Pont romà · Carregueu una nova foto d'aquest monument |
| Recinte urbà | Inv.  | Segles XII-XIII                     | Boisseron                                                                                        | 43° 45′ 39″ N, 4° 04′ 57″ E / 43.760739°N,4.082376°E  | PA00135389 | Recinte urbà · Carregueu una nova foto d'aquest monument |
| Palau | Inv.  |                                     | Businhargues 101 rue de la Bénovie                                                               | 43° 46′ 18″ N, 4° 00′ 19″ E / 43.771532°N,4.00519°E   | PA34000081 | Carregueu una nova foto d'aquest monument |
| Església | Inv.  | Segles XI-XII                       | Businhargues                                                                                     | 43° 46′ 15″ N, 4° 00′ 18″ E / 43.7707°N,4.005°E       | PA00103400 | Església · Vegeu més fotos d'aquest monument · Carregueu una nova foto d'aquest monument |
| Església | Inv.  | Segles XV-XVII                      | Candilhargues                                                                                    | 43° 37′ 11″ N, 4° 04′ 10″ E / 43.619767°N,4.069469°E  | PA00103402 | Església · Vegeu més fotos d'aquest monument · Carregueu una nova foto d'aquest monument |
| Pou de glaç doble | Inv.  | Segle XVIII                         | Castèlnòu de Les 19 rue Roger-Salengro                                                           | 43° 37′ 52″ N, 3° 53′ 50″ E / 43.6312°N,3.8972°E      | PA34000080 | Pou de glaç doble · Carregueu una nova foto d'aquest monument |
| Hisenda de Verchant | Inv.  |                                     | Castèlnòu de Les 1 rue de Verchant                                                               | 43° 38′ 13″ N, 3° 54′ 07″ E / 43.6369°N,3.9019°E      | PA34000042 | Carregueu una nova foto d'aquest monument |
| Tram de la Via Domícia a Castèlnòu de Les                                                                                   | Inv.  | Antiguitat                          | Castèlnòu de Les la Garrigue; le Devois                                                          | 43° 38′ 50″ N, 3° 55′ 29″ E / 43.6471°N,3.9248°E      | PA00103408 | Tram de la Via Domícia a Castèlnòu de Les · Modifica el valor a Wikidata · Carregueu una nova foto d'aquest monument                                                                                        |
| Església | Cat.  | Segles XII-XVIII                    | Castèlnòu de Les                                                                                 | 43° 37′ 59″ N, 3° 53′ 42″ E / 43.6331°N,3.8949°E      | PA00103407 | Església · Vegeu més fotos d'aquest monument · Carregueu una nova foto d'aquest monument |
| Pont sobre la Cadoule | Inv.  | Segle XVIII                         | Càstias                                                                                          | 43° 40′ 17″ N, 3° 58′ 53″ E / 43.6714°N,3.9814°E      | PA00103412 | Pont sobre la Cadoule · Carregueu una nova foto d'aquest monument |
| Vestigis de l'antiga església parroquial                                                                                    | Cat.  | Segles XII-XIV                      | Càstias                                                                                          | 43° 40′ 39″ N, 3° 59′ 10″ E / 43.67756°N,3.98617°E    | PA00103411 | Vestigis de l'antiga església parroquial · Carregueu una nova foto d'aquest monument |
| Hisenda de Càstias | Cat.  | Segles XVII-XIX                     | Càstias                                                                                          | 43° 40′ 47″ N, 3° 58′ 56″ E / 43.6797°N,3.9822°E      | PA00103410 | Hisenda de Càstias · Vegeu més fotos d'aquest monument · Carregueu una nova foto d'aquest monument |
| Aqüeducte alimentant el palau                                                                                               | Cat.  | Segle XVII                          | Càstias                                                                                          | 43° 40′ 45″ N, 3° 59′ 09″ E / 43.679048°N,3.985851°E  | PA00103409 | Aqüeducte alimentant el palau · Vegeu més fotos d'aquest monument · Carregueu una nova foto d'aquest monument                                                                                               |
| Església | Inv.  | Segle XVII                          | Clapièrs                                                                                         | 43° 39′ 26″ N, 3° 53′ 20″ E / 43.6573°N,3.8888°E      | PA00103434 | Església · Vegeu més fotos d'aquest monument · Carregueu una nova foto d'aquest monument |
| Església | Inv.  | Segle XII                           | Claret                                                                                           | 43° 51′ 45″ N, 3° 54′ 20″ E / 43.862505°N,3.905425°E  | PA00103435 | Església · Vegeu més fotos d'aquest monument · Carregueu una nova foto d'aquest monument |
| Hisenda du Vieux Mujolan | Inv.  | Segles XII-XIII                     | Fabregas                                                                                         | 43° 32′ 16″ N, 3° 45′ 56″ E / 43.5377°N,3.7655°E      | PA00103770 | Hisenda du Vieux Mujolan · Vegeu més fotos d'aquest monument · Carregueu una nova foto d'aquest monument |
| Vestigis de l'oppidum de la Roque                                                                                           | Cat.  | Edat del ferro                      | Fabregas                                                                                         | 43° 33′ 19″ N, 3° 48′ 32″ E / 43.5553°N,3.8089°E      | PA00103450 | Vestigis de l'oppidum de la Roque · Vegeu més fotos d'aquest monument · Carregueu una nova foto d'aquest monument                                                                                           |
| Església | Inv.  | Segles XIV-XV                       | Fabregas                                                                                         | 43° 33′ 07″ N, 3° 46′ 34″ E / 43.5519°N,3.7762°E      | PA00103449 | Església · Vegeu més fotos d'aquest monument · Carregueu una nova foto d'aquest monument |
| Edifici | Inv.  |                                     | Frontinhan 35 rue Boucarié                                                                       | 43° 26′ 43″ N, 3° 45′ 19″ E / 43.445373°N,3.755372°E  | PA00103457 | Edifici · Vegeu més fotos d'aquest monument · Carregueu una nova foto d'aquest monument |
| Capella des Pénitents | Inv.  |                                     | Frontinhan rue du Député-Lucien-Salette                                                          | 43° 26′ 50″ N, 3° 45′ 18″ E / 43.4471°N,3.7549°E      | PA00103454 | Capella des Pénitents · Vegeu més fotos d'aquest monument · Carregueu una nova foto d'aquest monument |
| Edifici de Madame Féruny | Inv.  | Segle XV                            | Frontinhan 4 rue Escarieux                                                                       | 43° 26′ 46″ N, 3° 45′ 20″ E / 43.4462°N,3.7555°E      | PA00103456 | Edifici de Madame Féruny · Carregueu una nova foto d'aquest monument |
| Església Saint-Paul | Cat.  | Segles XII-XIV                      | Frontinhan                                                                                       | 43° 26′ 51″ N, 3° 45′ 19″ E / 43.4474°N,3.7552°E      | PA00103455 | Església Saint-Paul · Vegeu més fotos d'aquest monument · Carregueu una nova foto d'aquest monument |
| Antiga abadia Saint-Félix-de-Montceau                                                                                       | Inv.  | Segle XIII                          | Gijan                                                                                            | 43° 29′ 14″ N, 3° 43′ 34″ E / 43.4873°N,3.7262°E      | PA00103458 | Antiga abadia Saint-Félix-de-Montceau · Vegeu més fotos d'aquest monument · Carregueu una nova foto d'aquest monument                                                                                       |
| Torre du Grand-Travers | Inv.  | Segle XVIII                         | La Mota Granda                                                                                   | 43° 33′ 38″ N, 4° 02′ 17″ E / 43.560501°N,4.037965°E  | PA34000006 | Torre du Grand-Travers · Vegeu més fotos d'aquest monument · Carregueu una nova foto d'aquest monument |
| Església | Inv.  | Segles XIII-XVIII                   | Gusargues                                                                                        | 43° 43′ 19″ N, 3° 55′ 27″ E / 43.721882°N,3.924222°E  | PA00103464 | Església · Vegeu més fotos d'aquest monument · Carregueu una nova foto d'aquest monument |
| Hisenda del palau de Bocaud                                                                                                 | Inv.  | Segles XVII-XVIII                   | Jacon                                                                                            | 43° 39′ 41″ N, 3° 54′ 44″ E / 43.6614°N,3.9122°E      | PA34000024 | Hisenda del palau de Bocaud · Vegeu més fotos d'aquest monument · Carregueu una nova foto d'aquest monument                                                                                                 |
| Hisenda de Caunelles | Inv.  |                                     | Juvinhac                                                                                         | 43° 36′ 50″ N, 3° 48′ 38″ E / 43.6139°N,3.8106°E      | PA34000055 | Carregueu una nova foto d'aquest monument |
| Plaça de bous | Inv.  |                                     | Lançargues                                                                                       | 43° 39′ 04″ N, 4° 04′ 38″ E / 43.6511°N,4.0771°E      | PA00103778 | Carregueu una nova foto d'aquest monument |
| Església Saint-Martin | Cat.  | Segles XII-XVI                      | Lançargues                                                                                       | 43° 39′ 11″ N, 4° 04′ 23″ E / 43.6531°N,4.0731°E      | PA00103468 | Església Saint-Martin · Vegeu més fotos d'aquest monument · Carregueu una nova foto d'aquest monument |
| Jaciment arqueològic de Lattara                                                                                             | Inv.  | Protohistòria; Antiguitat           | Latas                                                                                            | 43° 33′ 58″ N, 3° 54′ 31″ E / 43.5662°N,3.9085°E      | PA34000037 | Jaciment arqueològic de Lattara · Vegeu més fotos d'aquest monument · Carregueu una nova foto d'aquest monument                                                                                             |
| Església | Cat.  | Segles XII-XIII                     | Latas                                                                                            | 43° 34′ 04″ N, 3° 54′ 09″ E / 43.567877°N,3.902378°E  | PA00103471 | Església · Vegeu més fotos d'aquest monument · Carregueu una nova foto d'aquest monument |
| Palau de Lengaran i el seu parc                                                                                             | Cat.  | Segle XVIII                         | La Veruna                                                                                        | 43° 35′ 52″ N, 3° 48′ 25″ E / 43.5978°N,3.8069°E      | PA00103474 | Palau de Lengaran i el seu parc · Vegeu més fotos d'aquest monument · Carregueu una nova foto d'aquest monument                                                                                             |
| Hisenda del palau dels bisbes de Montpeller                                                                                 | Inv.  | Segle XVI                           | La Veruna                                                                                        | 43° 35′ 11″ N, 3° 48′ 22″ E / 43.5864°N,3.8061°E      | PA00103473 | Hisenda del palau dels bisbes de Montpeller · Vegeu més fotos d'aquest monument · Carregueu una nova foto d'aquest monument                                                                                 |
| Casa | Inv.  | Segle XV                            | Lopian 5 rue de la Brèche; rue des Remparts                                                      | 43° 26′ 57″ N, 3° 36′ 49″ E / 43.449103°N,3.613743°E  | PA00103493 | Casa · Carregueu una nova foto d'aquest monument |
| Parcel·les amb els vestigis d'una vil·la i mosaïcs gal·loromans                                                             | Cat.  | Gal·loromà; Baix Imperi; Alt Imperi | Lopian les Prés-Bas                                                                              | 43° 26′ 28″ N, 3° 36′ 53″ E / 43.441°N,3.6146°E       | PA00103494 | Parcel·les amb els vestigis d'una vil·la i mosaïcs gal·loromans · Vegeu més fotos d'aquest monument · Carregueu una nova foto d'aquest monument                                                             |
| Església Saint-Hippolyte | Cat.  | Segle XII                           | Lopian                                                                                           | 43° 26′ 57″ N, 3° 36′ 52″ E / 43.4492°N,3.6145°E      | PA00103492 | Església Saint-Hippolyte · Vegeu més fotos d'aquest monument · Carregueu una nova foto d'aquest monument |
| Església Sainte-Cécile | Cat.  | Segle XIV                           | Lopian                                                                                           | 43° 26′ 52″ N, 3° 36′ 58″ E / 43.4479°N,3.6162°E      | PA00103491 | Església Sainte-Cécile · Vegeu més fotos d'aquest monument · Carregueu una nova foto d'aquest monument |
| Maison de Philippe le Bel                                                                                                   | Inv.  |                                     | Lunèl 50 rue Alphonse-Ménard                                                                     | 43° 40′ 27″ N, 4° 08′ 04″ E / 43.6743°N,4.1344°E      | PA34000044 | Maison de Philippe le Bel · Vegeu més fotos d'aquest monument · Carregueu una nova foto d'aquest monument                                                                                                   |
| Conjunt dit castell dels Gaucelm                                                                                            | Inv.  | Segles XIII-XV                      | Lunèl 2, 4, 16 cours Gabriel-Péri; 17 rue Alphonse-Ménard                                        | 43° 40′ 29″ N, 4° 08′ 03″ E / 43.674728°N,4.134287°E  | PA34000017 | Conjunt dit castell dels Gaucelm · Vegeu més fotos d'aquest monument · Carregueu una nova foto d'aquest monument                                                                                            |
| Palau | Inv.  | Segle xix                           | Lunèl Vièlh                                                                                      | 43° 40′ 46″ N, 4° 05′ 35″ E / 43.679442°N,4.092962°E  | PA00103769 | Palau · Carregueu una nova foto d'aquest monument |
| Antic hôtel de Mourgue, casa de l'intendent                                                                                 | Inv.  | Segle XVIII                         | Macilhargues 25, 27, 29 rue Mauméjean                                                            | 43° 39′ 50″ N, 4° 10′ 47″ E / 43.663757°N,4.179642°E  | PA34000030 | Antic hôtel de Mourgue, casa de l'intendent · Carregueu una nova foto d'aquest monument |
| Plaça de bous | Inv.  | Segle XX                            | Macilhargues                                                                                     | 43° 39′ 54″ N, 4° 10′ 43″ E / 43.665129°N,4.178549°E  | PA00125494 | Plaça de bous · Vegeu més fotos d'aquest monument · Carregueu una nova foto d'aquest monument |
| Església | Inv.  | Segles XVII-XVIII                   | Macilhargues                                                                                     | 43° 39′ 54″ N, 4° 10′ 44″ E / 43.664931°N,4.179005°E  | PA00103501 | Església · Vegeu més fotos d'aquest monument · Carregueu una nova foto d'aquest monument |
| Hisenda del palau | Cat.  | Segles XVII-XVIII                   | Macilhargues                                                                                     | 43° 39′ 56″ N, 4° 10′ 41″ E / 43.6655°N,4.178°E       | PA00103500 | Hisenda del palau · Carregueu una nova foto d'aquest monument |
| Avenc d'incineració del Suquet                                                                                              | Cat.  | Prehistòria; Neolític; Calcolític   | Las Matèlas Baume de Coucolières                                                                 | 43° 44′ 16″ N, 3° 47′ 26″ E / 43.7377°N,3.7906°E      | PA00103503 | Avenc d'incineració del Suquet · Modifica el valor a Wikidata · Carregueu una nova foto d'aquest monument                                                                                                   |
| Antic palau dels comtes-bisbes de Melgueil o Maison Castanier-Rey                                                           | Inv.  | Segles XV-XVI                       | Mauguiò                                                                                          | 43° 36′ 54″ N, 4° 00′ 39″ E / 43.615041°N,4.010764°E  | PA00103504 | Antic palau dels comtes-bisbes de Melgueil o Maison Castanier-Rey · Carregueu una nova foto d'aquest monument                                                                                               |
| Antic terròs feudal i jardí de la Motte                                                                                     | Inv.  | Segle xix                           | Mauguiò rue Montesquieu; 34 rue Baudin                                                           | 43° 36′ 56″ N, 4° 00′ 35″ E / 43.6155°N,4.0098°E      | PA34000072 | Antic terròs feudal i jardí de la Motte · Vegeu més fotos d'aquest monument · Carregueu una nova foto d'aquest monument                                                                                     |
| Ruïnes del castell de Montlaur                                                                                              | Inv.  | Moyen Age                           | Montaut                                                                                          | 43° 45′ 15″ N, 3° 58′ 15″ E / 43.75407°N,3.9708°E     | PA00103516 | Ruïnes del castell de Montlaur · Carregueu una nova foto d'aquest monument |
| Porta de vila i muralles | Inv.  | Segle XIV                           | Montbasin                                                                                        | 43° 30′ 56″ N, 3° 41′ 34″ E / 43.5156°N,3.6928°E      | PA00103519 | Porta de vila i muralles · Carregueu una nova foto d'aquest monument |
| Jaciment arqueològic del Forum Domitii                                                                                      | Inv.  |                                     | Montbasin les Salles                                                                             | 43° 30′ 41″ N, 3° 41′ 54″ E / 43.5115°N,3.6983°E      | PA00103518 | Carregueu una nova foto d'aquest monument |
| Antiga església Saint-Pierre                                                                                                | Cat.  | Segles XII-XIII                     | Montbasin                                                                                        | 43° 30′ 58″ N, 3° 41′ 38″ E / 43.5162°N,3.6938°E      | PA00103517 | Antiga església Saint-Pierre · Vegeu més fotos d'aquest monument · Carregueu una nova foto d'aquest monument                                                                                                |
| Aqüeducte Sant Clamenç | Inv.  | Segle XVIII                         | Montferrièr de Les i Sant Clamenç                                                                | 43° 39′ 13″ N, 3° 51′ 25″ E / 43.6536°N,3.857°E       | PA00132761 | Aqüeducte Sant Clamenç · Vegeu més fotos d'aquest monument · Carregueu una nova foto d'aquest monument |
| Palau | Inv.  | Segles XVII-XVIII                   | Montferrièr de Les Impasse du Château                                                            | 43° 40′ 00″ N, 3° 51′ 40″ E / 43.6667°N,3.8612°E      | PA00103767 | Carregueu una nova foto d'aquest monument |
| Antic hôtel Duffau, antic seminari major, maison Sénard-Paquier                                                             | Inv.  | Segles XVII-XVIII                   | Montpeller rue de l'Abbé-Marcel-Montels; boulevard Pasteur; rue de la Providence                 | 43° 36′ 51″ N, 3° 52′ 30″ E / 43.6143°N,3.875°E       | PA34000035 | Antic hôtel Duffau, antic seminari major, maison Sénard-Paquier · Vegeu més fotos d'aquest monument · Carregueu una nova foto d'aquest monument                                                             |
| Hôtel de Montferrier | Inv.  | Segle XVII                          | Montpeller 23 rue de l'Aiguillerie                                                               | 43° 36′ 39″ N, 3° 52′ 41″ E / 43.610806°N,3.877922°E  | PA00103577 | Hôtel de Montferrier · Vegeu més fotos d'aquest monument · Carregueu una nova foto d'aquest monument |
| Hôtel de Griffy | Inv.  | Segle XVIII                         | Montpeller 26 rue de l'Aiguillerie                                                               | 43° 36′ 40″ N, 3° 52′ 43″ E / 43.611056°N,3.878528°E  | PA00103566 | Hôtel de Griffy · Vegeu més fotos d'aquest monument · Carregueu una nova foto d'aquest monument |
| Hôtel Estorc | Inv.  | Segle XVIII                         | Montpeller 29 rue de l'Aiguillerie                                                               | 43° 36′ 41″ N, 3° 52′ 43″ E / 43.6113°N,3.8786°E      | PA00103560 | Hôtel Estorc · Vegeu més fotos d'aquest monument · Carregueu una nova foto d'aquest monument |
| Hôtel de la Société Royale des Sciences                                                                                     | Inv.  | Segles XVII-XVIII                   | Montpeller 31 rue de l'Aiguillerie                                                               | 43° 36′ 41″ N, 3° 52′ 43″ E / 43.611417°N,3.878639°E  | PA00103589 | Hôtel de la Société Royale des Sciences · Vegeu més fotos d'aquest monument · Carregueu una nova foto d'aquest monument                                                                                     |
| Hôtel des Vignes | Inv.  | Segle XVII                          | Montpeller 35 rue de l'Aiguillerie                                                               | 43° 36′ 42″ N, 3° 52′ 44″ E / 43.611528°N,3.878777°E  | PA00103596 | Hôtel des Vignes · Vegeu més fotos d'aquest monument · Carregueu una nova foto d'aquest monument |
| Antic priorat Saint-Pierre de Montaubérou                                                                                   | Cat.  | Segles XII-XV                       | Montpeller 1975 avenue Albert-Einstein; antiga route de Mauguio                                  | 43° 36′ 42″ N, 3° 55′ 12″ E / 43.611778°N,3.919944°E  | PA00103534 | Antic priorat Saint-Pierre de Montaubérou · Vegeu més fotos d'aquest monument · Carregueu una nova foto d'aquest monument                                                                                   |
| Hôtel de Saint-Félix | Inv.  | Segles XVII-XVIII                   | Montpeller 17 rue de l'Ancien-Courrier                                                           | 43° 36′ 32″ N, 3° 52′ 38″ E / 43.6088°N,3.8772°E      | PA00103587 | Hôtel de Saint-Félix · Vegeu més fotos d'aquest monument · Carregueu una nova foto d'aquest monument |
| Palau dels Reis d'Aragó | Inv.  | Segles XIV-XVII                     | Montpeller 10 rue de l'Argenterie                                                                | 43° 36′ 33″ N, 3° 52′ 40″ E / 43.609296°N,3.877825°E  | PA00103607 | Palau dels Reis d'Aragó · Vegeu més fotos d'aquest monument · Carregueu una nova foto d'aquest monument |
| Hôtel Pomier-Layrargues | Inv.  | Segle XVIII                         | Montpeller 3 rue de l'Argenterie                                                                 | 43° 36′ 34″ N, 3° 52′ 40″ E / 43.609374°N,3.877838°E  | PA00103581 | Hôtel Pomier-Layrargues · Vegeu més fotos d'aquest monument · Carregueu una nova foto d'aquest monument |
| Hôtel Hostalier | Inv.  | Segle XVII                          | Montpeller 8 rue de l'Argenterie                                                                 | 43° 36′ 33″ N, 3° 52′ 40″ E / 43.6093°N,3.8777°E      | PA00103570 | Hôtel Hostalier · Vegeu més fotos d'aquest monument · Carregueu una nova foto d'aquest monument |
| Església parroquial Sainte-Thérèse-de-Lisieux o Sainte-Thérèse-de-l'Enfant-Jésus-et-de-la-Sainte-Face                       | Inv.  | Segle XX                            | Montpeller 42 avenue d'Assas                                                                     | 43° 36′ 54″ N, 3° 51′ 52″ E / 43.614939°N,3.864331°E  | PA34000034 | Església parroquial Sainte-Thérèse-de-Lisieux o Sainte-Thérèse-de-l'Enfant-Jésus-et-de-la-Sainte-Face · Vegeu més fotos d'aquest monument · Carregueu una nova foto d'aquest monument                       |
| Hospital General Saint-Charles i clínica Saint-Charles                                                                      | Inv.  | Segles XVII-XVIII                   | Montpeller 300 rue Auguste-Broussonnet; place Albert-Ier                                         | 43° 36′ 57″ N, 3° 52′ 27″ E / 43.615786°N,3.874107°E  | PA00103544 | Hospital General Saint-Charles i clínica Saint-Charles · Vegeu més fotos d'aquest monument · Carregueu una nova foto d'aquest monument                                                                      |
| Edifici, antiga sinagoga | Inv.  | Segle XII                           | Montpeller 1 rue Barralerie; 20 rue du Palais-des-Guilhem                                        | 43° 36′ 40″ N, 3° 52′ 32″ E / 43.611103°N,3.875592°E  | PA00103772 | Edifici, antiga sinagoga · Vegeu més fotos d'aquest monument · Carregueu una nova foto d'aquest monument |
| Hôtel Faulquier | Inv.  | Segle xix                           | Montpeller 6 rue Boussairolles                                                                   | 43° 36′ 29″ N, 3° 52′ 50″ E / 43.608177°N,3.880649°E  | PA00103597 | Hôtel Faulquier · Vegeu més fotos d'aquest monument · Carregueu una nova foto d'aquest monument |
| Hôtel d'Avèze | Cat.  | Segle XVII                          | Montpeller 3 rue du Cannau                                                                       | 43° 36′ 43″ N, 3° 52′ 42″ E / 43.612028°N,3.878222°E  | PA00103546 | Hôtel d'Avèze · Vegeu més fotos d'aquest monument · Carregueu una nova foto d'aquest monument |
| Hôtel de Beaulac | Inv.  | Segle XVII                          | Montpeller 6 rue du Cannau                                                                       | 43° 36′ 44″ N, 3° 52′ 42″ E / 43.612184°N,3.878358°E  | PA00103550 | Hôtel de Beaulac · Vegeu més fotos d'aquest monument · Carregueu una nova foto d'aquest monument |
| Hôtel Deydé | Inv.  | Segle XVII                          | Montpeller 8 rue du Cannau                                                                       | 43° 36′ 44″ N, 3° 52′ 43″ E / 43.612353°N,3.878490°E  | PA00103559 | Hôtel Deydé · Vegeu més fotos d'aquest monument · Carregueu una nova foto d'aquest monument |
| Hôtel de Roquemore | Cat.  | Segle XVII                          | Montpeller rue du Cannau; cantonada rue de Girone                                                | 43° 36′ 43″ N, 3° 52′ 41″ E / 43.6119°N,3.878°E       | PA00103585 | Hôtel de Roquemore · Vegeu més fotos d'aquest monument · Carregueu una nova foto d'aquest monument |
| Antic hôtel de Belleval | Inv.  | Segle XVII                          | Montpeller place de la Canourgue                                                                 | 43° 36′ 43″ N, 3° 52′ 29″ E / 43.611944°N,3.874722°E  | PA00103551 | Antic hôtel de Belleval · Vegeu més fotos d'aquest monument · Carregueu una nova foto d'aquest monument |
| Font des Licornes | Cat.  | Segle XVIII                         | Montpeller place de la Canourgue                                                                 | 43° 36′ 43″ N, 3° 52′ 29″ E / 43.612052°N,3.874777°E  | PA00103540 | Font des Licornes · Vegeu més fotos d'aquest monument · Carregueu una nova foto d'aquest monument |
| Hôtel de Baudon de Mauny | Inv.  | Segle XVIII                         | Montpeller 1 rue Carbonnerie                                                                     | 43° 36′ 42″ N, 3° 52′ 41″ E / 43.61176°N,3.878125°E   | PA00103549 | Hôtel de Baudon de Mauny · Vegeu més fotos d'aquest monument · Carregueu una nova foto d'aquest monument |
| Església Saint-François de la Pierre-Rouge                                                                                  | Inv.  | Segle XX                            | Montpeller 14 avenue de Castelnau                                                                | 43° 37′ 12″ N, 3° 52′ 52″ E / 43.6199°N,3.881°E       | PA34000021 | Església Saint-François de la Pierre-Rouge · Vegeu més fotos d'aquest monument · Carregueu una nova foto d'aquest monument                                                                                  |
| Antic hôtel de Ganges | Inv.  | Segles XVII-XVIII                   | Montpeller place Chabaneau                                                                       | 43° 36′ 41″ N, 3° 52′ 35″ E / 43.611334°N,3.87639°E   | PA00103564 | Antic hôtel de Ganges · Vegeu més fotos d'aquest monument · Carregueu una nova foto d'aquest monument |
| Hôtel de Castan | Inv.  | Segle XVII                          | Montpeller 1 rue Collot                                                                          | 43° 36′ 36″ N, 3° 52′ 41″ E / 43.6101°N,3.878°E       | PA00103556 | Hôtel de Castan · Vegeu més fotos d'aquest monument · Carregueu una nova foto d'aquest monument |
| Hôtel de Magny o Cabanès de Puimisson                                                                                       | Inv.  | Segles XIV-XVII                     | Montpeller 3 rue Collot                                                                          | 43° 36′ 36″ N, 3° 52′ 42″ E / 43.61002°N,3.878293°E   | PA00103554 | Hôtel de Magny o Cabanès de Puimisson · Vegeu més fotos d'aquest monument · Carregueu una nova foto d'aquest monument                                                                                       |
| Hôtel de Joubert | Inv.  | Segle XVIII                         | Montpeller 14 rue du Collège                                                                     | 43° 36′ 41″ N, 3° 52′ 45″ E / 43.6113°N,3.8791°E      | PA00103572 | Hôtel de Joubert · Vegeu més fotos d'aquest monument · Carregueu una nova foto d'aquest monument |
| Font des Trois Grâces | Cat.  | Segle XVIII                         | Montpeller place de la Comédie                                                                   | 43° 36′ 31″ N, 3° 52′ 46″ E / 43.608611°N,3.879444°E  | PA00103542 | Font des Trois Grâces · Vegeu més fotos d'aquest monument · Carregueu una nova foto d'aquest monument |
| Hôtel de Sarret dit de la Coquille                                                                                          | Inv.  | Segle XVII                          | Montpeller rue de la Coquille; rue du Palais                                                     | 43° 36′ 41″ N, 3° 52′ 26″ E / 43.6113°N,3.874°E       | PA00103588 | Hôtel de Sarret dit de la Coquille · Vegeu més fotos d'aquest monument · Carregueu una nova foto d'aquest monument                                                                                          |
| Hôtel d'Hostalier | Inv.  | Segle XVIII                         | Montpeller 6 rue de la Croix-d'Or; 3 impasse Barnabé                                             | 43° 36′ 32″ N, 3° 52′ 42″ E / 43.6089°N,3.8784°E      | PA00103571 | Hôtel d'Hostalier · Vegeu més fotos d'aquest monument · Carregueu una nova foto d'aquest monument |
| Hôtel Lefèvre | Inv.  | Segle xix                           | Montpeller 27 rue des Deux-Ponts                                                                 | 43° 36′ 14″ N, 3° 52′ 51″ E / 43.604°N,3.8807°E       | PA00103598 | Hôtel Lefèvre · Vegeu més fotos d'aquest monument · Carregueu una nova foto d'aquest monument |
| Hôtel de Fesquet | Inv.  | Segle XVII                          | Montpeller 3 rue de l'Ecole-de-Médecine                                                          | 43° 36′ 46″ N, 3° 52′ 26″ E / 43.6127°N,3.8738°E      | PA00103561 | Hôtel de Fesquet · Vegeu més fotos d'aquest monument · Carregueu una nova foto d'aquest monument |
| Conjunt immobiliari de la facultat de medicina, antic convent Saint-Benoît, antic bisbat i facultat amb el museu d'anatomia | Cat.  | Segles XVII-XVIII                   | Montpeller rue de l'Ecole-de-Médecine                                                            | 43° 36′ 47″ N, 3° 52′ 24″ E / 43.612917°N,3.873417°E  | PA00103539 | Conjunt immobiliari de la facultat de medicina, antic convent Saint-Benoît, antic bisbat i facultat amb el museu d'anatomia · Vegeu més fotos d'aquest monument · Carregueu una nova foto d'aquest monument |
| Hôtel Bachy-du-Cayla | Inv.  | Segle XVIII                         | Montpeller 1 rue Embouque-d'Or                                                                   | 43° 36′ 38″ N, 3° 52′ 43″ E / 43.610509°N,3.878552°E  | PA00103547 | Hôtel Bachy-du-Cayla · Vegeu més fotos d'aquest monument · Carregueu una nova foto d'aquest monument |
| Hôtel de Manse | Inv.  | Segle XVII                          | Montpeller 4 rue Embouque-d'Or                                                                   | 43° 36′ 37″ N, 3° 52′ 43″ E / 43.610389°N,3.878694°E  | PA00103574 | Hôtel de Manse · Vegeu més fotos d'aquest monument · Carregueu una nova foto d'aquest monument |
| Hôtel d'Aurès | Inv.  | Segle XVIII                         | Montpeller 14 rue Eugène-Lisbonne                                                                | 43° 36′ 37″ N, 3° 52′ 27″ E / 43.610404°N,3.874064°E  | PA00103545 | Hôtel d'Aurès · Vegeu més fotos d'aquest monument · Carregueu una nova foto d'aquest monument |
| Jardí de la Reine i edificis de l'antic Rectorat, antiga Intendència del Jardí des Plantes                                  | Inv.  |                                     | Montpeller rue du Faubourg-Saint-Jaumes                                                          | 43° 36′ 48″ N, 3° 52′ 12″ E / 43.6134°N,3.8701°E      | PA34000075 | Jardí de la Reine i edificis de l'antic Rectorat, antiga Intendència del Jardí des Plantes · Vegeu més fotos d'aquest monument · Carregueu una nova foto d'aquest monument                                  |
| Palau de Justícia | Inv.  | Segle xix                           | Montpeller rue Foch                                                                              | 43° 36′ 41″ N, 3° 52′ 22″ E / 43.611389°N,3.872778°E  | PA00132613 | Palau de Justícia · Vegeu més fotos d'aquest monument · Carregueu una nova foto d'aquest monument |
| Hôtel de Solas | Inv.  | Segle XVII                          | Montpeller 1 rue Fournarié                                                                       | 43° 36′ 43″ N, 3° 52′ 39″ E / 43.612°N,3.8775°E       | PA00103590 | Hôtel de Solas · Vegeu més fotos d'aquest monument · Carregueu una nova foto d'aquest monument |
| Hôtel d'Uston | Inv.  | Segle XVIII                         | Montpeller 3 rue Fournarié                                                                       | 43° 36′ 43″ N, 3° 52′ 39″ E / 43.6119°N,3.8774°E      | PA00103593 | Hôtel d'Uston · Vegeu més fotos d'aquest monument · Carregueu una nova foto d'aquest monument |
| Casa | Inv.  | Segle XVIII                         | Montpeller 3 rue du Général-Maureilhan                                                           | 43° 36′ 29″ N, 3° 52′ 16″ E / 43.6081°N,3.8711°E      | PA00103604 | Casa · Vegeu més fotos d'aquest monument · Carregueu una nova foto d'aquest monument |
| Torre dels Pins | Inv.  | Segle XII                           | Montpeller boulevard Henri-IV                                                                    | 43° 36′ 49″ N, 3° 52′ 23″ E / 43.613611°N,3.873056°E  | PA00103610 | Torre dels Pins · Vegeu més fotos d'aquest monument · Carregueu una nova foto d'aquest monument |
| Mas de Bagnères | Inv.  | Segle XVIII                         | Montpeller 246 rue des Horaces                                                                   | 43° 35′ 14″ N, 3° 51′ 22″ E / 43.5873°N,3.8562°E      | PA34000058 | Carregueu una nova foto d'aquest monument |
| Església dels Pénitents Blancs                                                                                              | Cat.  | Segle XVII                          | Montpeller 14 rue Jacques-Coeur                                                                  | 43° 36′ 35″ N, 3° 52′ 46″ E / 43.609611°N,3.879333°E  | PA00103523 | Església dels Pénitents Blancs · Vegeu més fotos d'aquest monument · Carregueu una nova foto d'aquest monument                                                                                              |
| Hôtel Périer | Inv.  | Segle XVIII                         | Montpeller 11 Grand'Rue Jean-Moulin                                                              | 43° 36′ 31″ N, 3° 52′ 43″ E / 43.6085°N,3.8785°E      | PA00103580 | Hôtel Périer · Vegeu més fotos d'aquest monument · Carregueu una nova foto d'aquest monument |
| Hôtel Rey | Inv.  | Segle XVII                          | Montpeller 21 Grand'Rue Jean-Moulin                                                              | 43° 36′ 29″ N, 3° 52′ 41″ E / 43.6081°N,3.878°E       | PA00103583 | Hôtel Rey · Vegeu més fotos d'aquest monument · Carregueu una nova foto d'aquest monument |
| Hôtel de Fourques | Inv.  | Segle XVIII                         | Montpeller 25 Grand'Rue Jean-Moulin                                                              | 43° 36′ 29″ N, 3° 52′ 40″ E / 43.608°N,3.8777°E       | PA00103563 | Hôtel de Fourques · Vegeu més fotos d'aquest monument · Carregueu una nova foto d'aquest monument |
| Hôtel de Boussugues | Inv.  | Segle XVIII                         | Montpeller 27 Grand'Rue Jean-Moulin                                                              | 43° 36′ 28″ N, 3° 52′ 39″ E / 43.6079°N,3.8775°E      | PA00103553 | Hôtel de Boussugues · Vegeu més fotos d'aquest monument · Carregueu una nova foto d'aquest monument |
| Hôtel de Saint-Côme | Cat.  | Segle XVIII                         | Montpeller 32 Grand'Rue Jean-Moulin                                                              | 43° 36′ 29″ N, 3° 52′ 38″ E / 43.607972°N,3.877361°E  | PA00103586 | Hôtel de Saint-Côme · Vegeu més fotos d'aquest monument · Carregueu una nova foto d'aquest monument |
| Hôtel Lamouroux | Inv.  |                                     | Montpeller 15 Grand'Rue Jean-Moulin                                                              | 43° 36′ 31″ N, 3° 52′ 44″ E / 43.6087°N,3.8788°E      | PA00103599 | Hôtel Lamouroux · Vegeu més fotos d'aquest monument · Carregueu una nova foto d'aquest monument |
| Palau Episcopal | Inv.  | Segle XX                            | Montpeller 22 rue Lallemand                                                                      | 43° 36′ 49″ N, 3° 52′ 31″ E / 43.613583°N,3.875250°E  | PA34000073 | Palau Episcopal · Vegeu més fotos d'aquest monument · Carregueu una nova foto d'aquest monument |
| Hôtel de Bénézet | Inv.  | Segle XVII                          | Montpeller 11bis rue de la Loge                                                                  | 43° 36′ 34″ N, 3° 52′ 42″ E / 43.609500°N,3.878250°E  | PA00103552 | Hôtel de Bénézet · Vegeu més fotos d'aquest monument · Carregueu una nova foto d'aquest monument |
| Mercat Castellane | Inv.  | Segle xix                           | Montpeller rue de la Loge; rue Saint-Guilhem; rue Draperie-Rouge; place Castellane               | 43° 36′ 37″ N, 3° 52′ 36″ E / 43.610167°N,3.876778°E  | PA34000022 | Mercat Castellane · Vegeu més fotos d'aquest monument · Carregueu una nova foto d'aquest monument |
| Antic convent de les Ursulines, antigues presons, ex-caserna Grossetti                                                      | Inv.  | Segle XVII                          | Montpeller boulevard Louis-Blanc; rue de l'Université; rue des Ecoles-Laïques; rue Sainte-Ursule | 43° 36′ 51″ N, 3° 52′ 42″ E / 43.614167°N,3.878333°E  | PA00103771 | Antic convent de les Ursulines, antigues presons, ex-caserna Grossetti · Vegeu més fotos d'aquest monument · Carregueu una nova foto d'aquest monument                                                      |
| Temple de l'església reformada                                                                                              | Inv.  | Segle xix                           | Montpeller 25 rue Maguelonne                                                                     | 43° 36′ 21″ N, 3° 52′ 50″ E / 43.60575°N,3.880444°E   | PA34000038 | Temple de l'església reformada · Vegeu més fotos d'aquest monument · Carregueu una nova foto d'aquest monument                                                                                              |
| Hôtel de Mirman | Inv.  | Segle XVII                          | Montpeller 7 place du Marché-aux-Fleurs                                                          | 43° 36′ 40″ N, 3° 52′ 40″ E / 43.6112°N,3.8778°E      | PA00103575 | Hôtel de Mirman · Vegeu més fotos d'aquest monument · Carregueu una nova foto d'aquest monument |
| Hôtel de Guidais | Cat.  | Segle XVIII                         | Montpeller 3 place du Maréchal-de-Castries                                                       | 43° 36′ 39″ N, 3° 52′ 06″ E / 43.6107°N,3.8683°E      | PA00103567 | Hôtel de Guidais · Vegeu més fotos d'aquest monument · Carregueu una nova foto d'aquest monument |
| Hôtel Haguenot | Cat.  | Segle XVIII                         | Montpeller 6 rue de la Merci; 3 rue Clapiès                                                      | 43° 36′ 36″ N, 3° 52′ 16″ E / 43.609944°N,3.871194°E  | PA00103568 | Hôtel Haguenot · Vegeu més fotos d'aquest monument · Carregueu una nova foto d'aquest monument |
| Antiga casa de la Miséricorde i casa de beneficència                                                                        | Inv.  | Segles XVII-XVIII                   | Montpeller rue de la Monnaie                                                                     | 43° 36′ 39″ N, 3° 52′ 45″ E / 43.610944°N,3.879278°E  | PA34000040 | Antiga casa de la Miséricorde i casa de beneficència · Vegeu més fotos d'aquest monument · Carregueu una nova foto d'aquest monument                                                                        |
| Casa | Inv.  | Segle XVIII                         | Montpeller 9 rue Montpellieret                                                                   | 43° 36′ 40″ N, 3° 52′ 46″ E / 43.611167°N,3.8795°E    | PA00103605 | Casa · Carregueu una nova foto d'aquest monument |
| Hôtel Bardy | Inv.  | Segle XVIII                         | Montpeller 3 rue Philippi                                                                        | 43° 36′ 36″ N, 3° 52′ 30″ E / 43.609972°N,3.874972°E  | PA00103548 | Hôtel Bardy · Vegeu més fotos d'aquest monument · Carregueu una nova foto d'aquest monument |
| Antic habitatge du Chapeau Rouge                                                                                            | Inv.  | Segles XV-XVII                      | Montpeller 27 rue du Pila-Saint-Gély; cantonada rue du Chapeau-Rouge                             | 43° 36′ 49″ N, 3° 52′ 48″ E / 43.6137°N,3.8801°E      | PA00103603 | Antic habitatge du Chapeau Rouge · Vegeu més fotos d'aquest monument · Carregueu una nova foto d'aquest monument                                                                                            |
| Hisenda del palau de Bonnier de la Mosson                                                                                   | Cat.  | Segle XVIII                         | Montpeller impasse du Point-du-Jour; impasse du Buffet-d'Eau; allée Bonnier-de-la-Mosson         | 43° 36′ 49″ N, 3° 49′ 09″ E / 43.613722°N,3.819119°E  | PA00103528 | Hisenda del palau de Bonnier de la Mosson · Vegeu més fotos d'aquest monument · Carregueu una nova foto d'aquest monument                                                                                   |
| Edifici | Inv.  | Segles XV-XVII                      | Montpeller 9 rue Poitevine; 23 rue de la Valfère                                                 | 43° 36′ 36″ N, 3° 52′ 24″ E / 43.6101°N,3.8732°E      | PA00103600 | Edifici · Vegeu més fotos d'aquest monument · Carregueu una nova foto d'aquest monument |
| Antic Bureau d'Octroi du Pont Juvénal                                                                                       | Inv.  | Segle xix                           | Montpeller avenue de la Pompignane                                                               | 43° 36′ 21″ N, 3° 53′ 56″ E / 43.605764°N,3.898989°E  | PA00103521 | Antic Bureau d'Octroi du Pont Juvénal · Carregueu una nova foto d'aquest monument |
| Hôtel de Fizes | Inv.  | Segles XVII-XVIII                   | Montpeller 6 rue du Puits-du-Temple                                                              | 43° 36′ 32″ N, 3° 52′ 29″ E / 43.6089°N,3.8748°E      | PA00103562 | Hôtel de Fizes · Vegeu més fotos d'aquest monument · Carregueu una nova foto d'aquest monument |
| Hôtel de Varennes | Inv.  | Segle XVIII                         | Montpeller 2 place Pétrarque                                                                     | 43° 36′ 39″ N, 3° 52′ 43″ E / 43.6107°N,3.8785°E      | PA00103594 | Hôtel de Varennes · Vegeu més fotos d'aquest monument · Carregueu una nova foto d'aquest monument |
| Hôtel Verchant | Inv.  | Segle XVIII                         | Montpeller 9 rue Rebuffy                                                                         | 43° 36′ 37″ N, 3° 52′ 33″ E / 43.6104°N,3.8759°E      | PA00103595 | Hôtel Verchant · Vegeu més fotos d'aquest monument · Carregueu una nova foto d'aquest monument |
| Hôtel Pas de Beaulieu | Inv.  | Segle XVIII                         | Montpeller 10 rue Saint-Firmin                                                                   | 43° 36′ 38″ N, 3° 52′ 31″ E / 43.6106°N,3.8753°E      | PA00103579 | Hôtel Pas de Beaulieu · Vegeu més fotos d'aquest monument · Carregueu una nova foto d'aquest monument |
| Hôtel de Castries | Inv.  | Segle XVII                          | Montpeller 31 rue Saint-Guilhem                                                                  | 43° 36′ 33″ N, 3° 52′ 27″ E / 43.6091°N,3.8743°E      | PA00103557 | Hôtel de Castries · Vegeu més fotos d'aquest monument · Carregueu una nova foto d'aquest monument |
| Hôtel de Claris | Inv.  | Segle XVIII                         | Montpeller 34 rue Saint-Guilhem                                                                  | 43° 36′ 33″ N, 3° 52′ 29″ E / 43.6093°N,3.8748°E      | PA00103558 | Hôtel de Claris · Vegeu més fotos d'aquest monument · Carregueu una nova foto d'aquest monument |
| Hôtel de Ricard | Inv.  | Segle XVII                          | Montpeller 35 rue Saint-Guilhem                                                                  | 43° 36′ 32″ N, 3° 52′ 27″ E / 43.608917°N,3.874083°E  | PA00103584 | Hôtel de Ricard · Vegeu més fotos d'aquest monument · Carregueu una nova foto d'aquest monument |
| Hôtel de Campan | Inv.  | Segle XVIII                         | Montpeller 43 rue Saint-Guilhem                                                                  | 43° 36′ 31″ N, 3° 52′ 25″ E / 43.608694°N,3.873583°E  | PA00103555 | Hôtel de Campan · Vegeu més fotos d'aquest monument · Carregueu una nova foto d'aquest monument |
| Hôtel de Querelles | Inv.  | Segle XVII                          | Montpeller 20 rue Sainte-Anne                                                                    | 43° 36′ 36″ N, 3° 52′ 26″ E / 43.6101°N,3.874°E       | PA00103582 | Hôtel de Querelles · Vegeu més fotos d'aquest monument · Carregueu una nova foto d'aquest monument |
| Hôtel de Cambacérès-Murles                                                                                                  | Inv.  | Segle XVIII                         | Montpeller 3 rue Sainte-Croix                                                                    | 43° 36′ 44″ N, 3° 52′ 28″ E / 43.6121°N,3.8744°E      | PA00103578 | Hôtel de Cambacérès-Murles · Vegeu més fotos d'aquest monument · Carregueu una nova foto d'aquest monument                                                                                                  |
| Hôtel de Montcalm | Inv.  |                                     | Montpeller 5 plan du Sauvage; 5 rue Friperie; 3 rue de l'Ancien-Courrier                         | 43° 36′ 34″ N, 3° 52′ 32″ E / 43.6095°N,3.8755°E      | PA00103576 | Hôtel de Montcalm · Vegeu més fotos d'aquest monument · Carregueu una nova foto d'aquest monument |
| Edifici | Inv.  | Segle XIV                           | Montpeller 3 rue des Soeurs-Noires                                                               | 43° 36′ 33″ N, 3° 52′ 33″ E / 43.6092°N,3.8758°E      | PA00103601 | Edifici · Vegeu més fotos d'aquest monument · Carregueu una nova foto d'aquest monument |
| Edifici | Inv.  |                                     | Montpeller rue Terral; cantonada rue des Amandiers                                               | 43° 36′ 36″ N, 3° 52′ 26″ E / 43.6101°N,3.8739°E      | PA00103602 | Edifici · Vegeu més fotos d'aquest monument · Carregueu una nova foto d'aquest monument |
| Hôtel des Trésoriers de France, o hôtel de Lunaret                                                                          | Cat.  | Segle XVII                          | Montpeller 5 rue des Trésoriers-de-France                                                        | 43° 36′ 34″ N, 3° 52′ 44″ E / 43.609556°N,3.878778°E  | PA00103592 | Hôtel des Trésoriers de France, o hôtel de Lunaret · Vegeu més fotos d'aquest monument · Carregueu una nova foto d'aquest monument                                                                          |
| Hôtel des Trésoriers de la Bourse                                                                                           | Cat.  | Segle XVII                          | Montpeller 4 rue des Trésoriers-de-la-Bourse                                                     | 43° 36′ 35″ N, 3° 52′ 35″ E / 43.609722°N,3.8764722°E | PA00103591 | Hôtel des Trésoriers de la Bourse · Vegeu més fotos d'aquest monument · Carregueu una nova foto d'aquest monument                                                                                           |
| Hôtel Hortolès o Ginestous                                                                                                  | Inv.  | Segle XVIII                         | Montpeller 15 rue des Trésoriers-de-la-Bourse                                                    | 43° 36′ 33″ N, 3° 52′ 37″ E / 43.6093°N,3.8769°E      | PA00103569 | Hôtel Hortolès o Ginestous · Vegeu més fotos d'aquest monument · Carregueu una nova foto d'aquest monument                                                                                                  |
| Convent de la Visitation | Inv.  | Segle XVII                          | Montpeller rue de l'Université; rue Arc-des-Mourgues                                             | 43° 36′ 51″ N, 3° 52′ 37″ E / 43.614165°N,3.877073°E  | PA00103531 | Convent de la Visitation · Vegeu més fotos d'aquest monument · Carregueu una nova foto d'aquest monument |
| Hôtel de Lunas | Inv.  | Segles XVIII-XIX                    | Montpeller 10 rue de la Valfère; 16 rue Poitevine; 3 boulevard Ledru-Rollin                      | 43° 36′ 37″ N, 3° 52′ 22″ E / 43.6104°N,3.8727°E      | PA00103573 | Hôtel de Lunas · Vegeu més fotos d'aquest monument · Carregueu una nova foto d'aquest monument |
| Antiga capella des Cordeliers, antic temple protestant, antic cinéma Odéon                                                  | Inv.  | Segle XVII                          | Montpeller 20 rue de Verdun                                                                      | 43° 36′ 23″ N, 3° 52′ 53″ E / 43.606272°N,3.881363°E  | PA00103532 | Antiga capella des Cordeliers, antic temple protestant, antic cinéma Odéon · Vegeu més fotos d'aquest monument · Carregueu una nova foto d'aquest monument                                                  |
| Hôtel de Gayon | Inv.  | Segle XVII                          | Montpeller 1 rue de la Vieille                                                                   | 43° 36′ 35″ N, 3° 52′ 37″ E / 43.6098°N,3.877°E       | PA00103565 | Hôtel de Gayon · Vegeu més fotos d'aquest monument · Carregueu una nova foto d'aquest monument |
| Antic hostal dels Carcassonne o hôtel de Gayon, actualment llar dels joves treballadors                                     | Inv.  |                                     | Montpeller 3 rue de la Vieille                                                                   | 43° 36′ 35″ N, 3° 52′ 38″ E / 43.6096°N,3.8772°E      | PA34000045 | Antic hostal dels Carcassonne o hôtel de Gayon, actualment llar dels joves treballadors · Vegeu més fotos d'aquest monument · Carregueu una nova foto d'aquest monument                                     |
| Antic cinéma Pathé | Inv.  | Segle XX                            | Montpeller 29 boulevard Sarrail                                                                  | 43° 36′ 39″ N, 3° 52′ 50″ E / 43.610722°N,3.880472°E  | PA34000007 | Antic cinéma Pathé · Vegeu més fotos d'aquest monument · Carregueu una nova foto d'aquest monument |
| Antiga presó | Inv.  | Segle xix                           | Montpeller                                                                                       | 43° 36′ 43″ N, 3° 52′ 22″ E / 43.612°N,3.8727°E       | PA00125495 | Antiga presó · Vegeu més fotos d'aquest monument · Carregueu una nova foto d'aquest monument |
| Jardin des Plantes | Cat.  | Segles XVI-XVII                     | Montpeller                                                                                       | 43° 36′ 51″ N, 3° 52′ 18″ E / 43.6143°N,3.8717°E      | PA00103773 | Jardin des Plantes · Vegeu més fotos d'aquest monument · Carregueu una nova foto d'aquest monument |
| Conjunt monumental de la Promenade du Peyrou                                                                                | Inv.  | Segles XVII-XVIII                   | Montpeller promenade du Peyrou                                                                   | 43° 36′ 40″ N, 3° 52′ 18″ E / 43.611167°N,3.871694°E  | PA00103609 | Conjunt monumental de la Promenade du Peyrou · Vegeu més fotos d'aquest monument · Carregueu una nova foto d'aquest monument                                                                                |
| Porta de la Blanquerie | Inv.  |                                     | Montpeller                                                                                       | 43° 36′ 53″ N, 3° 52′ 39″ E / 43.614629°N,3.877467°E  | PA00103608 | Porta de la Blanquerie · Vegeu més fotos d'aquest monument · Carregueu una nova foto d'aquest monument |
| Antic Observatori Torre de la Babotte                                                                                       | Cat.  | Segles XII-XVIII                    | Montpeller boulevard de l'Observatoire; boulevard Victor-Hugo                                    | 43° 36′ 23″ N, 3° 52′ 38″ E / 43.606417°N,3.877361°E  | PA00103606 | Antic Observatori Torre de la Babotte · Vegeu més fotos d'aquest monument · Carregueu una nova foto d'aquest monument                                                                                       |
| Estació | Inv.  | Segle xix                           | Montpeller place Auguste-Gibert                                                                  | 43° 36′ 17″ N, 3° 52′ 52″ E / 43.604635°N,3.881038°E  | PA00103543 | Estació · Vegeu més fotos d'aquest monument · Carregueu una nova foto d'aquest monument |
| Font de la Préfecture | Inv.  |                                     | Montpeller place Chabaneau                                                                       | 43° 36′ 41″ N, 3° 52′ 34″ E / 43.611341°N,3.876167°E  | PA00103541 | Font de la Préfecture · Vegeu més fotos d'aquest monument · Carregueu una nova foto d'aquest monument |
| Església Sainte-Eulalie | Inv.  |                                     | Montpeller 12 rue de la Merci                                                                    | 43° 36′ 34″ N, 3° 52′ 14″ E / 43.609417°N,3.870667°E  | PA00103538 | Església Sainte-Eulalie · Vegeu més fotos d'aquest monument · Carregueu una nova foto d'aquest monument |
| Església Sainte-Croix de Celleneuve                                                                                         | Cat.  | Segles XII-XIV                      | Montpeller Celleneuve                                                                            | 43° 36′ 47″ N, 3° 49′ 43″ E / 43.613139°N,3.828722°E  | PA00103537 | Església Sainte-Croix de Celleneuve · Vegeu més fotos d'aquest monument · Carregueu una nova foto d'aquest monument                                                                                         |
| Església Saint-Denis | Inv.  | Segle XVIII                         | Montpeller place Saint-Denis; rue du Grand-Saint-Jean                                            | 43° 36′ 19″ N, 3° 52′ 30″ E / 43.605139°N,3.874917°E  | PA00103536 | Església Saint-Denis · Vegeu més fotos d'aquest monument · Carregueu una nova foto d'aquest monument |
| Església Notre-Dame | Inv.  |                                     | Montpeller 1 rue du Collège                                                                      | 43° 36′ 43″ N, 3° 52′ 46″ E / 43.612056°N,3.879361°E  | PA00103535 | Església Notre-Dame · Vegeu més fotos d'aquest monument · Carregueu una nova foto d'aquest monument |
| Antiga església de Montels                                                                                                  | Inv.  | Segle XII                           | Montpeller Rue des Perce-Neige                                                                   | 43° 35′ 08″ N, 3° 52′ 02″ E / 43.585675°N,3.86713°E   | PA00103533 | Antiga església de Montels · Vegeu més fotos d'aquest monument · Carregueu una nova foto d'aquest monument                                                                                                  |
| Ciutadella | Inv.  | Segle XVII                          | Montpeller                                                                                       | 43° 36′ 42″ N, 3° 53′ 06″ E / 43.611556°N,3.885056°E  | PA00103530 | Ciutadella · Vegeu més fotos d'aquest monument · Carregueu una nova foto d'aquest monument |
| Palau d'Ô | Cat.  | Segle XVIII                         | Montpeller rond-point du château-d'Ô; avenue Ernest-Hemingway                                    | 43° 38′ 00″ N, 3° 50′ 21″ E / 43.633222°N,3.839031°E  | PA00103529 | Palau d'Ô · Vegeu més fotos d'aquest monument · Carregueu una nova foto d'aquest monument |
| Palau de la Mogère | Cat.  | Segle XVIII                         | Montpeller route de Vauguières; impasse des Mourons                                              | 43° 36′ 02″ N, 3° 55′ 33″ E / 43.600497°N,3.925719°E  | PA00103527 | Palau de la Mogère · Vegeu més fotos d'aquest monument · Carregueu una nova foto d'aquest monument |
| Palau Levat | Inv.  | Segle XVIII                         | Montpeller rue Pablo Casals; rue Alfred Cortot                                                   | 43° 37′ 23″ N, 3° 53′ 22″ E / 43.622928°N,3.889425°E  | PA00103526 | Palau Levat · Vegeu més fotos d'aquest monument · Carregueu una nova foto d'aquest monument |
| Palau de Flaugergues | Inv.  | Segle XVII                          | Montpeller rue de la Mogère; avenue Albert-Einstein                                              | 43° 36′ 37″ N, 3° 55′ 12″ E / 43.6103°N,3.920042°E    | PA00103525 | Palau de Flaugergues · Vegeu més fotos d'aquest monument · Carregueu una nova foto d'aquest monument |
| Palau i Parc de la Piscine                                                                                                  | Cat.  | Segle XVIII                         | Montpeller avenue de Lodève                                                                      | 43° 36′ 44″ N, 3° 50′ 29″ E / 43.612222°N,3.841417°E  | PA00103524 | Palau i Parc de la Piscine · Vegeu més fotos d'aquest monument · Carregueu una nova foto d'aquest monument                                                                                                  |
| Catedral Saint-Pierre | Cat.  | Segle XIV                           | Montpeller place Saint-Pierre                                                                    | 43° 36′ 48″ N, 3° 52′ 27″ E / 43.613333°N,3.874167°E  | PA00103522 | Catedral Saint-Pierre · Vegeu més fotos d'aquest monument · Carregueu una nova foto d'aquest monument |
| Oppidum preromà o zona arqueològica del Castellas                                                                           | Inv.  | Antiguitat; Gal·loromà              | Mervièlh de Montpelhièr Lardène Saint-Julien Le Château                                          | 43° 36′ 33″ N, 3° 44′ 05″ E / 43.609069°N,3.73462°E   | PA00103613 | Oppidum preromà o zona arqueològica del Castellas · Vegeu més fotos d'aquest monument · Carregueu una nova foto d'aquest monument                                                                           |
| Església parroquial | Inv.  | Segles XII-XIV                      | Mervièlh de Montpelhièr                                                                          | 43° 36′ 15″ N, 3° 44′ 12″ E / 43.6042°N,3.7367°E      | PA00103612 | Església parroquial · Vegeu més fotos d'aquest monument · Carregueu una nova foto d'aquest monument |
| Vestigis arqueològics du Pallas                                                                                             | Inv.  | Segles X-XI                         | Mesa                                                                                             | 43° 27′ 11″ N, 3° 35′ 45″ E / 43.453°N,3.5957°E       | PA00135395 | Vestigis arqueològics du Pallas · Vegeu més fotos d'aquest monument · Carregueu una nova foto d'aquest monument                                                                                             |
| Via Domícia a Mesa | Cat.  |                                     | Mesa                                                                                             | 43° 43′ 02″ N, 4° 09′ 07″ E / 43.7172°N,4.1519°E      | PA00135391 | Via Domícia a Mesa · Modifica el valor a Wikidata · Carregueu una nova foto d'aquest monument |
| Conjunt medieval | Inv.  | Medieval                            | Pinhan                                                                                           | 43° 34′ 56″ N, 3° 45′ 41″ E / 43.5823°N,3.7615°E      | PA34000023 | Conjunt medieval · Vegeu més fotos d'aquest monument · Carregueu una nova foto d'aquest monument |
| Abadia de Vignogoul | Cat.  | Segles XIII-XV                      | Pinhan                                                                                           | 43° 35′ 41″ N, 3° 46′ 36″ E / 43.59467°N,3.77670°E    | PA00103664 | Abadia de Vignogoul · Vegeu més fotos d'aquest monument · Carregueu una nova foto d'aquest monument |
| Antic castell Montlaur | Inv.  | Moyen Age                           | Poçan place de l'Eglise                                                                          | 43° 29′ 20″ N, 3° 40′ 16″ E / 43.4888°N,3.671°E       | PA34000060 | Antic castell Montlaur · Vegeu més fotos d'aquest monument · Carregueu una nova foto d'aquest monument |
| Maison Vinas | Inv.  | Segles XIV-XV                       | Poçan rue Lazare-Carnot                                                                          | 43° 29′ 19″ N, 3° 40′ 12″ E / 43.4886°N,3.6699°E      | PA00103671 | Maison Vinas · Vegeu més fotos d'aquest monument · Carregueu una nova foto d'aquest monument |
| Presbiteri | Inv.  | Segle XIV                           | Poçan                                                                                            | 43° 29′ 21″ N, 3° 40′ 16″ E / 43.4893°N,3.6711°E      | PA00103672 | Presbiteri · Vegeu més fotos d'aquest monument · Carregueu una nova foto d'aquest monument |
| Palau de la Garenne | Inv.  | Segle XVII                          | Poçan                                                                                            | 43° 29′ 03″ N, 3° 40′ 20″ E / 43.4841°N,3.6721°E      | PA00103670 | Palau de la Garenne · Carregueu una nova foto d'aquest monument |
| Antic recinte | Inv.  | Segles XIII-XIV                     | Pradas de Les                                                                                    | 43° 41′ 54″ N, 3° 51′ 45″ E / 43.6983°N,3.8624°E      | PA00103673 | Antic recinte · Carregueu una nova foto d'aquest monument |
| Mil·liari | Cat.  | Segle I                             | Sant Aunès                                                                                       | 43° 38′ 12″ N, 3° 57′ 57″ E / 43.6366°N,3.9659°E      | PA00103687 | Mil·liari · Carregueu una nova foto d'aquest monument |
| Església | Inv.  | Segle XII                           | Sant Joan de Cuculas                                                                             | 43° 45′ 08″ N, 3° 50′ 06″ E / 43.752281°N,3.835°E     | PA00103696 | Església · Carregueu una nova foto d'aquest monument |
| Castell del Lebous i el seu recinte                                                                                         | Cat.  | Calcolític                          | Sant Matiu de Trevièrs Saint-Aunès                                                               | 43° 45′ 26″ N, 3° 51′ 08″ E / 43.757302°N,3.852344°E  | PA00103703 | Carregueu una nova foto d'aquest monument |
| Església parroquial | Inv.  | Segles XI-XII                       | Sant Vincenç de Barbairargues                                                                    | 43° 42′ 24″ N, 3° 52′ 38″ E / 43.706601°N,3.877112°E  | PA00103716 | Església parroquial · Vegeu més fotos d'aquest monument · Carregueu una nova foto d'aquest monument |
| Església | Inv.  | Segles XI-XII                       | Santa Crotz de Quintilhargues                                                                    | 43° 46′ 24″ N, 3° 54′ 31″ E / 43.7732°N,3.9087°E      | PA00103688 | Església · Vegeu més fotos d'aquest monument · Carregueu una nova foto d'aquest monument |
| Església | Cat.  | Segles XII-XIX                      | Saucinas                                                                                         | 43° 45′ 50″ N, 4° 03′ 21″ E / 43.764°N,4.0557°E       | PA00103720 | Església · Vegeu més fotos d'aquest monument · Carregueu una nova foto d'aquest monument |
| Església d'Aleyrac | Inv.  | Segles XII-XIII                     | Sautairargues                                                                                    | 43° 49′ 05″ N, 3° 54′ 19″ E / 43.818053°N,3.905268°E  | PA00103722 | Església d'Aleyrac · Vegeu més fotos d'aquest monument · Carregueu una nova foto d'aquest monument |
| Església | Inv.  | Segle XII                           | Sautairargues                                                                                    | 43° 50′ 18″ N, 3° 55′ 08″ E / 43.838435°N,3.918973°E  | PA00103721 | Església · Carregueu una nova foto d'aquest monument |
| Església | Inv.  | Segles XI-XII                       | Suçargues                                                                                        | 43° 42′ 50″ N, 4° 00′ 10″ E / 43.713851°N,4.002843°E  | PA00103735 | Església · Vegeu més fotos d'aquest monument · Carregueu una nova foto d'aquest monument |
| Antics magatzems Dubonnet                                                                                                   | Inv.  | Segle XX                            | Seta 51 quai des Moulins                                                                         | 43° 24′ 57″ N, 3° 43′ 03″ E / 43.4158°N,3.7174°E      | PA34000074 | Carregueu una nova foto d'aquest monument |
| Teatre municipal Molière | Inv.  | Segle XX                            | Seta avenue Victor-Hugo                                                                          | 43° 24′ 35″ N, 3° 41′ 53″ E / 43.4097°N,3.6981°E      | PA34000043 | Teatre municipal Molière · Vegeu més fotos d'aquest monument · Carregueu una nova foto d'aquest monument |
| Fort Richelieu | Inv.  | Segle XVIII                         | Seta                                                                                             | 43° 23′ 50″ N, 3° 41′ 33″ E / 43.3973°N,3.6924°E      | PA34000008 | Fort Richelieu · Vegeu més fotos d'aquest monument · Carregueu una nova foto d'aquest monument |
| Torre Redoute du Castellas                                                                                                  | Inv.  | Segle XVI                           | Seta                                                                                             | 43° 20′ 10″ N, 3° 34′ 34″ E / 43.3362°N,3.5761°E      | PA00103727 | Torre Redoute du Castellas · Vegeu més fotos d'aquest monument · Carregueu una nova foto d'aquest monument                                                                                                  |
| Església deganal Saint-Louis                                                                                                | Cat.  | Segles XVIII-XIX                    | Seta                                                                                             | 43° 23′ 59″ N, 3° 41′ 40″ E / 43.3996°N,3.6944°E      | PA00103726 | Església deganal Saint-Louis · Vegeu més fotos d'aquest monument · Carregueu una nova foto d'aquest monument                                                                                                |
| Església | Inv.  | Segles XI-XII                       | Valèrgues                                                                                        | 43° 40′ 02″ N, 4° 03′ 43″ E / 43.667305°N,4.061843°E  | PA00103741 | Església · Vegeu més fotos d'aquest monument · Carregueu una nova foto d'aquest monument |
| Església | Cat.  | Segle XII                           | Vic de la Gardiòla                                                                               | 43° 29′ 26″ N, 3° 47′ 47″ E / 43.4906°N,3.7965°E      | PA00103750 | Església · Vegeu més fotos d'aquest monument · Carregueu una nova foto d'aquest monument |
| Església Saint-Étienne | Cat.  | Segle XII                           | Vilanòva de Magalona                                                                             | 43° 31′ 54″ N, 3° 51′ 50″ E / 43.5318°N,3.864°E       | PA00103758 | Església Saint-Étienne · Vegeu més fotos d'aquest monument · Carregueu una nova foto d'aquest monument |
| Antiga catedral de Magalona                                                                                                 | Cat.  | Segles XII-XIII                     | Vilanòva de Magalona                                                                             | 43° 30′ 44″ N, 3° 53′ 00″ E / 43.512269°N,3.883367°E  | PA00103757 | Antiga catedral de Magalona · Vegeu més fotos d'aquest monument · Carregueu una nova foto d'aquest monument                                                                                                 |
| Oppidum d'Ambrussum | Cat.  | Gal·loromà; Alt Imperi; Baix Imperi | Vilatèla le Devès                                                                                | 43° 42′ 54″ N, 4° 08′ 58″ E / 43.714994°N,4.149388°E  | PA00103760 | Oppidum d'Ambrussum · Vegeu més fotos d'aquest monument · Carregueu una nova foto d'aquest monument |
| Antiga abadia de Sainte-Marie de Valmagne                                                                                   | Cat.  | Segles XII-XIII                     | Vilamanda                                                                                        | 43° 29′ 13″ N, 3° 33′ 44″ E / 43.486936°N,3.562275°E  | PA00103761 | Antiga abadia de Sainte-Marie de Valmagne · Vegeu més fotos d'aquest monument · Carregueu una nova foto d'aquest monument                                                                                   |
| Palau de la Devèze | Inv.  | Segle XVIII                         | Verargues                                                                                        | 43° 42′ 17″ N, 4° 06′ 01″ E / 43.7047°N,4.1003°E      | PA00103747 | Carregueu una nova foto d'aquest monument |